# Анисимов, Леонид Иванович
Леонид Иванович Анисимов (20 июля 1907 года, село Трёхсвятское, Рязанская губерния — 1987 год) — советский инженер-строитель, лауреат Ленинской премии. Заслуженный строитель РСФСР (1963).

## Биография
Окончил Московское высшее инженерно-строительное училище (1931).
- 1931—1937 — инженер, главный инженер и начальник конторы треста «Союзводстрой» (Москва)
- 1937—1941 — работал на комбинате «Североникель» (Мончегорск)
- 1941—1949 — начальник конторы «Спецстрой», зам. начальника управления строительства Норильского комбината
- 1950—1956 — начальник управления «Энергострой» треста «Дальстрой»
- 1956—1960 — начальник управления «Чукотстрой»
- 1960—1986 — главный инженер управления строительства, с 1961 начальник управления капитального строительства Норильского комбината.

## Награды
- Ленинская премия 1966 года — за внедрение прогрессивных индустриальных методов при строительстве заполярного Норильского комбината и города Норильска в условиях вечномёрзлых грунтов и сурового климата.
- орден Ленина (08.02.1949) — за успешное выполнение заданий Правительства по строительству Енисейского промышленного комбината и достигнутые успехи по выполнению производственных планов
- Почётный гражданин Норильска (26.08.1977)
- В честь Л. И. Анисимова названа улица в Норильске.

## Упоминания в литературе
- Описывается в рассказе Варлама Шаламова «Две встречи» как начальник прииска «Партизан» Северного горного управления[1].